# Calymperes glaziovii
Calymperes glaziovii är en bladmossart som beskrevs av Georg Ernst Ludwig Hampe 1877. Calymperes glaziovii ingår i släktet Calymperes och familjen Calymperaceae. Inga underarter finns listade i Catalogue of Life.